# Певек
Певе́к (чук. Пээкин, Пээк) — город в Чукотском автономном округе России. Административный центр городского округа Певек.

## Этимология
Существует несколько версий происхождения названия города. Согласно одной из них, название происходит от чукотского слова пээкиней, что означает «толстая, вздутая гора» — так называется сопка, у подножия которой расположен город. Согласно другой, своё название город получил от чукотского слова «пагыт-кэнай», что в переводе означает «гора пахучая». По легенде, у подножия горы возле современного города произошло сражение между чукчами и юкагирами, а запах тел погибших долго сохранялся в этих местах, ведь мёртвых у аборигенов хоронить было не принято. Поэтому чукчи длительное время не селились на этой территории, а лишь временно летом пригоняли сюда свои стада.

## География
Расположен на восточном берегу одноимённого пролива, соединяющего Чаунскую губу и Восточно-Сибирское море, напротив островов Роутан, в 640 км от Анадыря.

## История
У истоков основания населённого пункта стоял советский государственный деятель Наум Филиппович Пугачёв, прибывший на берег Чаунской бухты 10 августа 1933 года. Прямо на берегу моря было проведено первое партийное собрание, на котором было объявлено о создании Чаунского района и первых поселений, главным из которых был назначен Певек.
Буквально за несколько лет порт Певек стал важным региональным портом, благодаря своей естественной гавани (Чаунская губа), освоению Северного морского пути и открытию крупнейшего в России по запасам штокверкового месторождения олова — «Пыркакайские штокверки», что примерно в 85 км восточнее Певека. Позднее были открыты и другие месторождения олова, золота, ртути, урана, угля.
В 1936—1937 годах в районе проводятся геологические экспедиции, которые открывают богатое россыпное месторождение олова в 80 км от Певека. В 1939 в Певеке размещено Чаун-Чукотское районное геолого-разведочное управление, а к 1941 году была создана оловодобывающая промышленность, просуществовавшая до 1990-х годов.
С 1938 по 1957 годы здесь располагалось Управление исправительно-трудовых лагерей Чаунлаг и Чаунчукотлаг, входивших в Главное управление строительства на Дальнем Севере (сокращённо Дальстрой).
В 1942 году была построена первая автодорога, связавшая Певек и прииск Красноармейский. В 1942 году было построено первое двухэтажное здание. В 1942 году начато строительство морского порта, а 20 апреля 1951 года создано управление Певекского морского порта Арктического морского пароходства. 
В 1950 году поселение насчитывало около 1 500 человек. 21 марта 1951 года населённый пункт был преобразован в посёлок городского типа, причём постановление об этом вышло под грифом «секретно» и ещё некоторое время после этого Певек не указывался на географических картах. 6 апреля 1967 года он стал городом. К 1967 году в Певеке проживает уже свыше 10 тысяч человек.
В 1968 году в Певеке смонтирована автоматическая телефонная станция, построена новая средняя школа. 8 октября 1974 года с запуском комплекса дальней космической радиосвязи Орбита-2 в городе появилось телевидение.
В 1976 году городу Певек было вручено переходящее Красное Знамя ЦК КПСС, СМ СССР, ВЦСПС и ЦК ВЛКСМ; Певек вошёл в число 100 лучших городов страны.
В 1982 году в эксплуатацию сдана средняя школа № 2. Город обрёл два больших микрорайона, его население в начале 1980-х годов увеличилось до 13 тысяч человек. В мае 1985 года открыт Монумент Славы.
Весной 1994 года в старом здании краеведческого музея был открыт православный храм Успения Пресвятой Богородицы Анадырской и Чукотской епархии РПЦ.

## Население
| 1939  | 1959  | 1967    | 1970    | 1979    | 1989    | 1992    | 1996  | 1998  | 2000  |
| ----- | ----- | ------- | ------- | ------- | ------- | ------- | ----- | ----- | ----- |
| 426   | ↗5752 | ↗10 000 | ↗10 528 | ↗11 060 | ↗12 915 | ↘11 900 | ↘7400 | ↘6700 | ↘5600 |
| 2001  | 2002  | 2005    | 2006    | 2007    | 2008    | 2009    | 2010  | 2011  | 2012  |
| ↘5100 | ↗5206 | ↘4600   | ↘4545   | ↘4500   | ↘4400   | ↗4597   | ↘4162 | ↘4140 | ↗4774 |
| 2013  | 2014  | 2015    | 2016    | 2017    | 2018    | 2019    | 2020  | 2021  | 2023  |
| ↗4969 | ↘4718 | ↗4721   | ↗4743   | ↘4547   | ↘4329   | ↘4053   | ↗4494 | ↘4015 | ↗4230 |
| 2024  |       |         |         |         |         |         |       |       |       |
| ↘4083 |       |         |         |         |         |         |       |       |       |

На 1 января 2025 года по численности населения город находился на 1095-м месте из 1124 городов Российской Федерации.
В 1990-х Певек стал абсолютным «рекордсменом» среди городов по относительному сокращению численности населения. Если в 1989 году в городе проживало свыше 12 тысяч человек, то перепись 2002 года обнаружила здесь только 5,2 тыс. жителей. Основной причиной оттока населения является сокращение рабочих мест (в 1990-х закрыты оловянные рудники) и ухудшение состояния инфраструктуры. Вокруг города находится несколько заброшенных горняцких посёлков.

## Экономика
Золотодобывающие предприятия — ООО «Золоторудная компания „Майское“» (Майское месторождение), ЗАО «Чукотская горно-геологическая компания» (месторождение Купол), производственный кооператив Артель старателей «Чукотка». Чаунская ТЭЦ, входящая в Чаун-Билибинский энергоузел. Дорожное ремонтно-строительное управление, автобаза, геолого-разведочное предприятие (ЧГГП), гидрометеорологическая станция. Мясомолочный пищекомбинат. Администрация заповедника «Остров Врангеля». Аэропорт «Певек» находится в 15 км от города. Морской порт на трассе Северного морского пути.
В городе расположен атомный плавучий энергетический блок (ПЭБ) «Академик Ломоносов» АО «Концерн „Росэнергоатом“» мощностью до 70 МВт электроэнергии. Плавучая атомная теплоэлектростанция (ПАТЭС) выдала первую электроэнергию в изолированную сеть Чаун-Билибинского энергоузла Чукотки 19 декабря 2019 года. По мере окончательной остановки энергоблоков Билибинской АЭС, ПАТЭС предстоит стать основным источником энергоснабжения Чукотки. Плавучая атомная теплоэлектростанция (ПАТЭС) на основе плавучего атомного энергоблока состоит из плавучего энергетического блока (ПЭБ), береговой площадки с сооружениями, обеспечивающими выдачу электрической и тепловой энергии потребителям, а также гидротехнических сооружений, обеспечивающих безопасную стоянку ПЭБ в акватории.
С конца июня 2020 года помимо электроэнергии ПАТЭС начала вырабатывать ещё и тепло. С подключением пятого микрорайона Певека к ПАТЭС эта часть города первой была окончательно переведена на закрытую систему городского водоснабжения.

## Климат
Полярная ночь в Певеке длится с 27 ноября по 16 января, полярный день — с 18 мая по 27 июля.
| Показатель | Янв.  | Фев.  | Март  | Апр.  | Май  | Июнь | Июль | Авг. | Сен.  | Окт.  | Нояб. | Дек.  | Год  |
| --- | ----- | ----- | ----- | ----- | ---- | ---- | ---- | ---- | ----- | ----- | ----- | ----- | ---- |
| Абсолютный максимум, °C | 8,9   | 5,6   | 5,8   | 8,6   | 17,1 | 27,0 | 29,2 | 25,7 | 20,3  | 14,5  | 8,7   | 8,9   | 29,2 |
| Средний суточный максимум, °C | −24,6 | −24,8 | −18,8 | −12,1 | −0,5 | 8,4  | 11,4 | 10,1 | 4,5   | −4,4  | −14,6 | −20,5 | −7,1 |
| Средняя температура, °C | −26,9 | −27,5 | −22,2 | −15,2 | −1,8 | 5,4  | 8,7  | 8,1  | 3,0   | −6    | −16,7 | −22,9 | −9,5 |
| Средний суточный минимум, °C | −29,3 | −30   | −25,5 | −18,7 | −4,4 | 2,4  | 6,0  | 6,0  | 1,3   | −7,7  | −19   | −25,3 | −12  |
| Абсолютный минимум, °C | −45   | −50   | −43,3 | −40   | −30  | −9,1 | −2,2 | −4,6 | −12,7 | −29,3 | −39   | −41,1 | −50  |
| Норма осадков, мм | 20    | 12    | 8     | 9     | 10   | 15   | 26   | 36   | 24    | 27    | 18    | 16    | 221  |
| Источник: Погода и климат. pogoda.ru.net. Дата обращения: 13 января 2019. Туристический портал. svali.ru. Дата обращения: 13 января 2019. |       |       |       |       |      |      |      |      |       |       |       |       |      |

| Показатель                                                   | Янв.  | Фев.  | Март  | Апр.  | Май   | Июнь | Июль | Авг. | Сен. | Окт.  | Нояб. | Дек.  | Год   |
| ------------------------------------------------------------ | ----- | ----- | ----- | ----- | ----- | ---- | ---- | ---- | ---- | ----- | ----- | ----- | ----- |
| Абсолютный максимум, °C                                      | 6,3   | 5,6   | 4,4   | 8,6   | 17,1  | 24,0 | 28,6 | 25,7 | 19,2 | 14,5  | 4,6   | 4,1   | 28,6  |
| Средний суточный максимум, °C                                | −20,7 | −21,4 | −17,6 | −7,9  | 1,6   | 11,4 | 13,3 | 11,1 | 5,8  | −1,5  | −8,7  | −17,7 | −4,4  |
| Средняя температура, °C                                      | −24,1 | −24,9 | −21,6 | −11,9 | −1,7  | 6,2  | 9,2  | 8,0  | 3,8  | −3,1  | −11,8 | −20,8 | −7,7  |
| Средний суточный минимум, °C                                 | −27,7 | −28,4 | −25,8 | −16,4 | −5    | 2,3  | 5,8  | 5,4  | 2,1  | −4,8  | −14,9 | −24   | −11   |
| Абсолютный минимум, °C                                       | −40,2 | −40,9 | −41,8 | −35   | −21,2 | −4,9 | −0,9 | −2,4 | −7,4 | −27,5 | −33   | −39,8 | −41,8 |
| Норма осадков, мм                                            | 15    | 13    | 13    | 6     | 6     | 25   | 39   | 28   | 27   | 18    | 20    | 13    | 221   |
| Средняя влажность, %                                         | 74    | 75    | 73    | 77    | 78    | 75   | 77   | 79   | 81   | 81    | 81    | 77    | 77    |
| Средняя скорость ветра, м/с                                  | 3,7   | 2,9   | 3,9   | 3,7   | 4,3   | 3,9  | 4,3  | 4,3  | 4,7  | 4,4   | 5,1   | 3,3   | 4,0   |
| Источник: Погода и Климат (компиляция данных с метеостанции) |       |       |       |       |       |      |      |      |      |       |       |       |       |

| Показатель              | Янв. | Фев. | Март | Апр. | Май  | Июнь | Июль | Авг. | Сен. | Окт. | Нояб. | Дек. | Год  |
| ----------------------- | ---- | ---- | ---- | ---- | ---- | ---- | ---- | ---- | ---- | ---- | ----- | ---- | ---- |
| Абсолютный максимум, °C | 0,9  | −1,2 | −1,1 | 1,0  | 6,1  | 12,3 | 16,0 | 16,4 | 11,5 | 4,4  | −0,1  | 1,4  | 16,4 |
| Средняя температура, °C | −1,4 | −1,5 | −1,4 | −1,3 | −0,7 | 2,8  | 6,5  | 7,8  | 3,8  | −0,6 | −1,3  | −1,3 | 1,0  |
| Абсолютный минимум, °C  | −1,6 | −1,6 | −1,6 | −1,6 | −1,6 | −1,2 | −0,1 | 0,1  | −1,5 | −1,9 | −1,5  | −1,6 | −1,9 |

Климатические особенности
Певек периодически оказывается под властью так называемого южака́ — очень сильного порывистого южного ветра типа фёна, обрушивающегося на город с прибрежных сопок. Перед возникновением южака появляются лёгкие кучевые облака над горными вершинами. Ветер задувает внезапно, сопровождается снежными вихрями, при этом происходит резкое падение атмосферного давления. В течение одного часа скорость ветра может достигнуть 40 м/с при порывах до 60—80 м/с; при этом стихия продолжается от нескольких суток до двух недель. Город застраивался с учётом этих ураганных ветров — дома возводились так, чтобы каждый микрорайон имел здание-стену, которое перекрывало бы сильный воздушный поток, тем самым защищая собой другие сооружения.

## Социальная инфраструктура
Дом культуры, детский сад, общеобразовательная школа, ДЮСШ, школа искусств, развлекательный центр-кинотеатр «Айсберг», библиотека, интернет-клуб, краеведческий музей.
В городе работает школа баскетбола. Во времена СССР организовывались выезды спортсменов на чемпионаты Магаданской области по баскетболу. В городе работали и работают по сей день секции других видов спорта (бокс, борьба, футбол, волейбол и другие).

## Связь и СМИ
С 1941 года издаётся районная еженедельная газета «Полярная звезда» (ранее — «Чаунская правда»).
Вещает муниципальный эфирный телевизионный канал «ПТВ-35» СМИ «Телестудия — ПТВ».
Город является звеном в строящейся трансарктической коммуникационной сети ПВОЛС «Полярный экспресс».

## Певек в искусстве
Под названием Посёлок, в котором происходит большая часть действия, описан в романе «Территория» Олега Куваева.
- Певек, вид с высоты птичьего полёта
- Вид с восточной стороны Певека
- Певек, вид с моря
- Аэропорт Апапельгино, вид из космоса
- Дом в Певеке. В окнах видны «чукотские холодильники»
- Отреставрированный дом в городе Певеке
- Баскетбольная площадка на берегу Чаунской губы, г. Певек
- Вид на отреставрированные дома, г. Певек
- Многие дома в городе Певеке заброшены
- «Домик Абрамовича», гостевой дом администрации г. Певека
- Тематический парк «Времён связующая нить» — скульптуры, демонтированные в различных населённых пунктах Чаунского района